# Cerkiew św. Łukasza w Zubrzyku
Cerkiew św. Łukasza w Zubrzyku – dawna cerkiew greckokatolicka, wzniesiona w 1875, w znajdująca się w Zubrzyku.
Po 1947 użytkowana przez kościół rzymskokatolicki, obecnie jako kościół filialny pw. Podwyższenia Krzyża św. parafii w Żegiestowie. 
Cerkiew wpisano na listę zabytków w 1964.

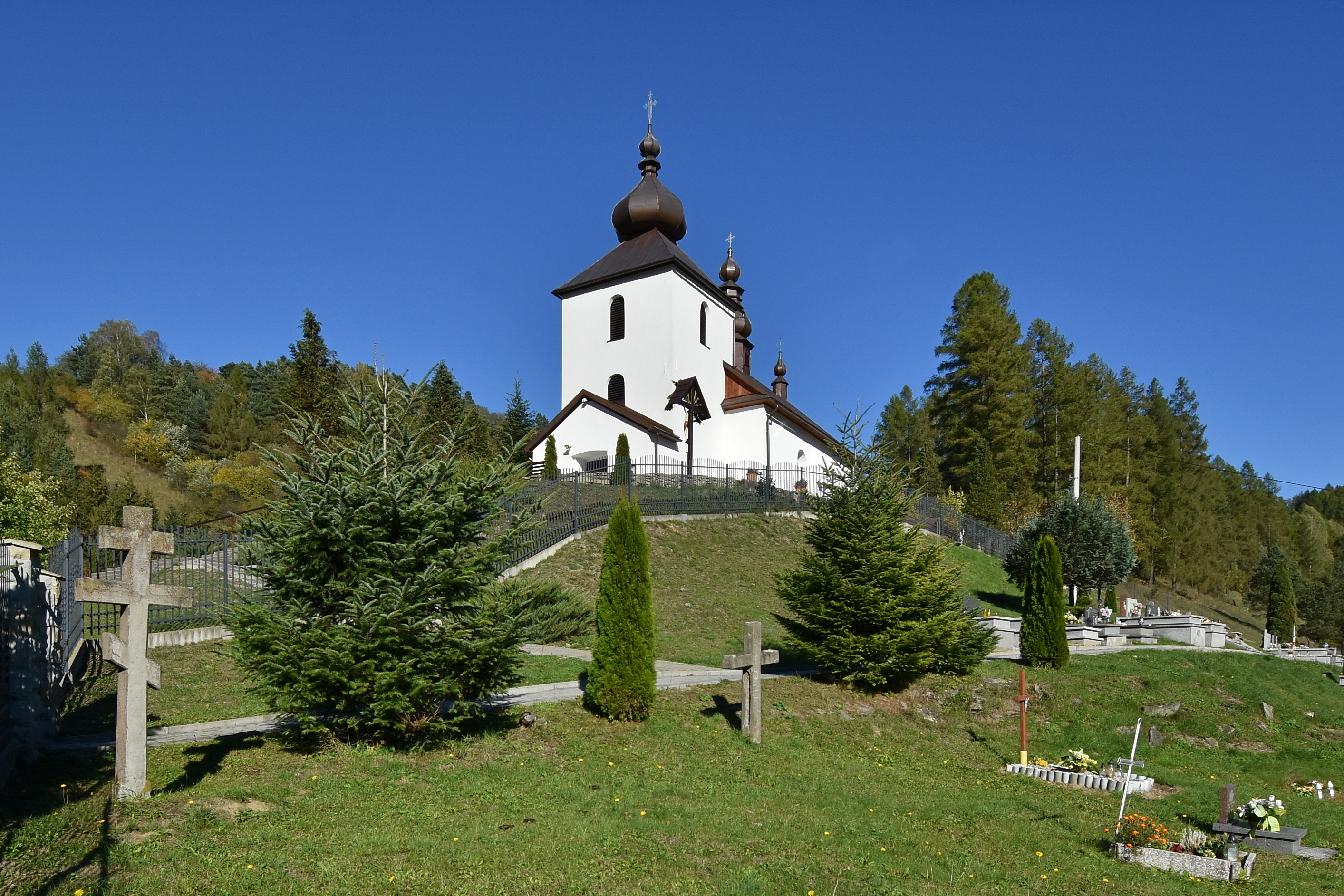
Elewacja frontowa
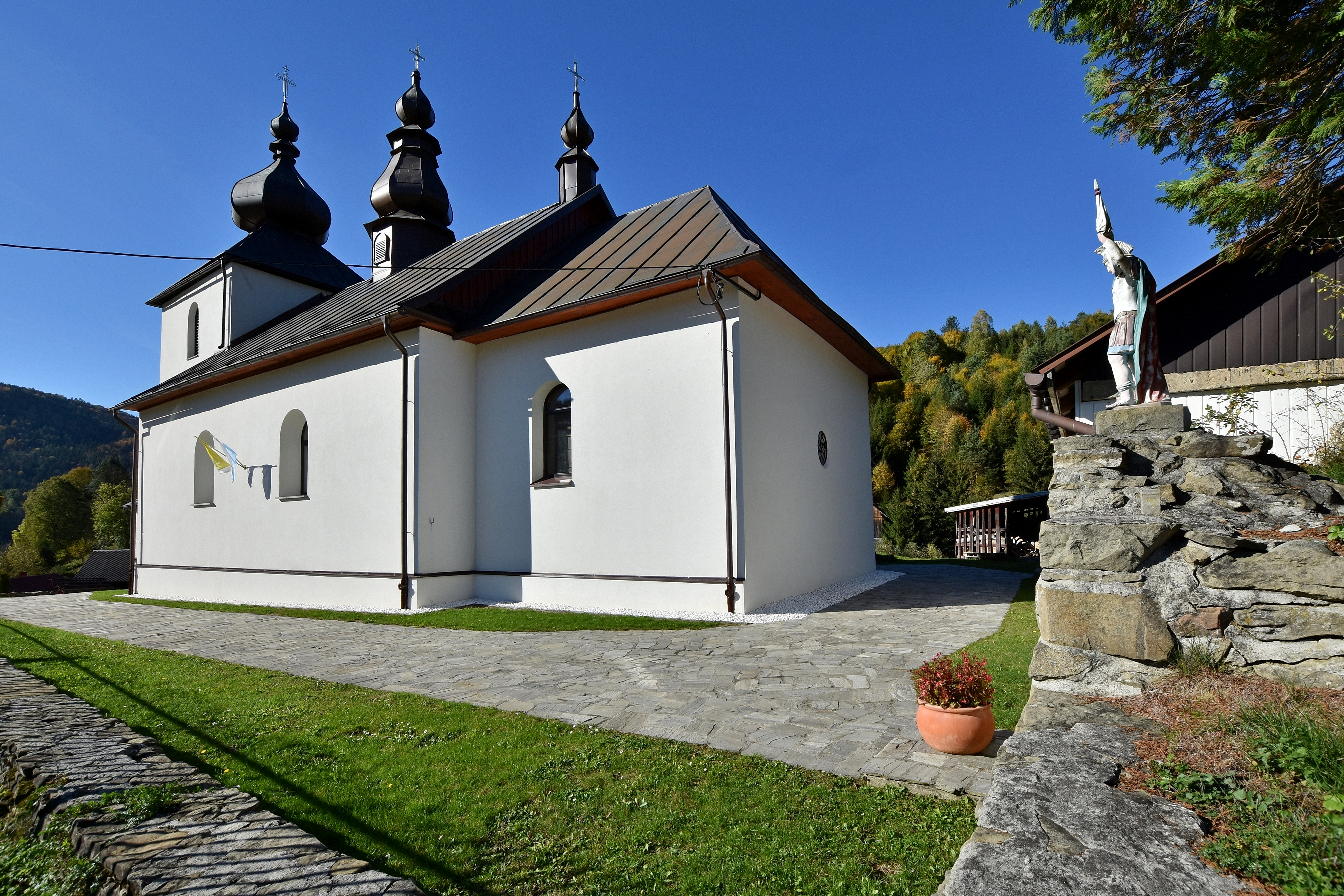
Widok od strony prezbiterium
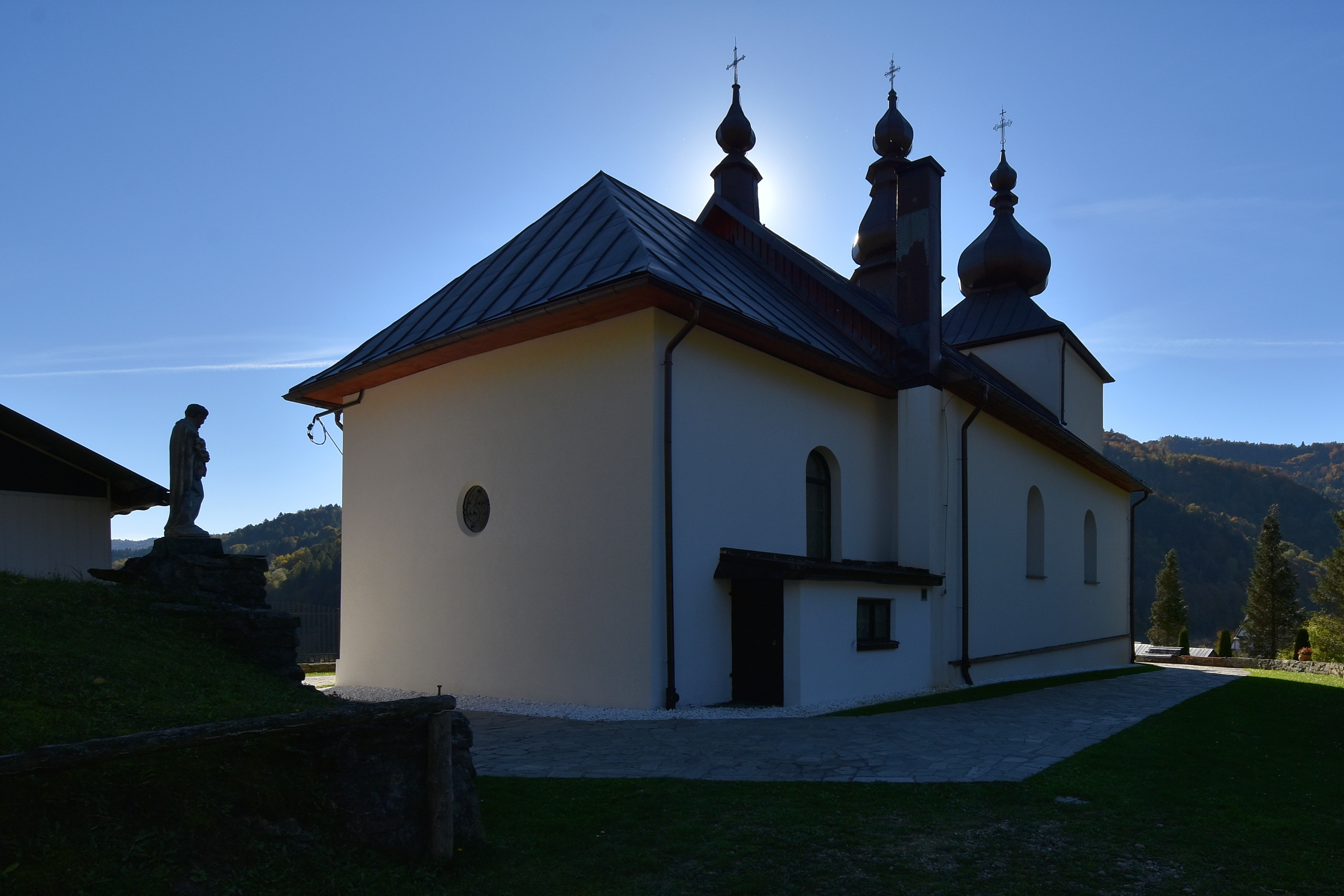
Elewacja północna